# معركة كوبيداندون
معركة كوبيداندون أو كوبيداندوس جرت في 172 هـ / سبتمبر 788م بين جيشي الخلافة العباسية والإمبراطورية البيزنطية. الجيش العباسي شن غزواً ضد البيزنطيين في آسيا الصغرى، وكان يواجه القوة البيزنطية في كوبيداندون. وكانت نتيجة المعركة هي انتصار الجيش العباسي. من بين خسائر البيزنطيين ديجينيس المعروف من بعض العلماء مع المصدر الأصلي المحتمل للبطل الأدبي ديجينيس أكريتاس.

## الخلفية
منذ فشل آخر محاولة للاستيلاء على العاصمة البيزنطية القسطنطينية، تقريبا غارات سنوية تكررت من قبل قوات الخلافة ضد أراضي البيزنطيين في آسيا الصغرى. في 782 غزو كبير بقيادة العباسي ولي العهد المستقبلي هارون الرشيد (حكم 170-193هـ/ 786-809م)، وانتهى إلى انتقام مذل للبيزنطيين، الذي اضطرهم إلى رفع دعوى للحصول على هدنة مقابل جزية سنوية من 160,000 قطعة صوليدوس ذهبية. في 785، الامبراطورة-وصية العرش أيرين أثينا عزمت علي وقف دفع الجزية، وإستئناف الحرب. فإن العرب داهمت ثيمة (مقاطعة) أرمينا البيزنطية، ولكن في أوائل 786 البيزنطيين إنتقموا بنهب وهدم الأرض القلعة ببلدة الحدث في قيليقية التي قد أمضى العباسيين السنوات الخمس الأخيرة لتحولها إلى معقل رئيسي وقاعدة عسكرية لحملاتهم الحدودية ضد بيزنطة.

## معركة
مع تولي هارون الرشيد الخلافة في 170 هـ/ 786م، الغارات التي شنت على مدى العامين المقبلين كانت قليلة نسبيا، الغزو العظيم الأول لعهده وقع في عام 788م عندما عبرت قوة مشاة كبيرة عبرت بوابات قيليقية في ثيمة الأناضول البيزنطية. على الرغم من أن الغارة لم يرد ذكرها في المصادر العربية، وصفت من قبل المؤرخ البيزنطي تيوفان المعترف أوضح أنه غزو عظيم، حيث واجته قوات اثنين من أقوى جيوش الثيم (المقاطعات) البيزنطية. وهي ثيم الأناضول وثيم اوكسيسيان.
موقع معركة ما يسمى «كوبيداندون» عند تيوفان، وإلا فالاسم غير مثبت. علماء العصر الحديث، بداية بهنري جريجوري في عام 1932م قد حددها مع بلدة بوداندوس علي المخرج الغربي مخرج بوابات قيليقية. وفقا لسرد موجز لتيوفان، انتهت المعركة بهزيمة دامية للبيزنطيين، الذين فقدوا العديد من الرجال والضباط، بما في ذلك أعضاء تاجما (وحدة عسكرية)من المدرسة البلاطية (وحدة حرس عسكرية من النخبة)الذي كانت قد نفته الإمبراطورة ايرين إلى المحافظات في 786م لدعمهم المتواصل لحرب الأيقونات. تيوفان يذكر فقدان الضابط المميز ديوجينيس قائد فرسان ثيم (مقاطعة) الأناضول.

## تأثير
ويبدو أن التأثير المباشر لهزيمة البيزنطيين أنه كان مهملا. وكانت خسائر فادحة ولكن تم تداركها، ويبدو أن هذا المستوى من الدمار في المنطقة لم يكون مبالغا فيه. من الناحية المادية، هناك بالتالي ما يميز الهزيمة في كوبيداندون من الغارة العربية «النموذجية». أنه يمثل، مع ذلك، البدء من جديد حرب الحدود على نطاق واسع بعد هدوء نسبي منذ 782م،  والتي استمرت بلا هوادة حتى موت هارون في 809م والحرب الأهلية العباسية اللاحقة.
ربما كانت النتيجة الأكثر طويلة الأجل للمعركة وفاة قائد الفرسان (تورماشيس) ديوجين بحكم أهميته الغير عادية في حساب تيوفان، ربط هنري جريجوري ديوجين هذا مع النموذج الأصلي لبطل الملحمة اللاحقة ديجينيس أكريتاس.